# Майтобе (Шанханайський сільський округ)
Майтобе́ (каз. Майтөбе) — село у складі Кербулацького району Жетисуської області Казахстану. Входить до складу Шанханайського сільського округу.
У радянські часи село називалось Шанханайська РТС.
Населення — 263 особи (2021; 442 у 2009, 489 у 1999, 789 у 1989).